# 因特拉肯 (佛罗里达州)
因特拉肯（英語：Interlachen），是美国佛罗里达州普特南縣下属的一座城镇。建立于1888年。面积约为16.7平方公里（约合6.4平方英里）。根据2010年美国人口普查，该市有人口1,559人。论人口在本州排行第306。